# Foxtel
Foxtel is een Australisch kabeltelevisie- en satelliettelevisiebedrijf. Het is ontstaan door een fusie tussen Telstra en News Corporation. Het levert televisiediensten aan klanten vanaf 1995.

## Foxtel Digital
Foxtel richtte zijn digitale service op in maart 2004. De service is losjes gebaseerd op een andere provider van News Corporation, British Sky Broadcasting. Kenmerken van de digitale service zijn:
- Zenders met breedbeeld
- Geselecteerde films met Dolby Digital Surround sound
- Pay-per-view en video on demand
- Interactieve televisie
- Een interactieve televisie en AIR Radio gids